# 耶斯佩尔·林斯特伦
耶斯佩尔·林斯特伦（丹麥語：Jesper Lindstrøm，2000年2月29日—），丹麦男子足球运动员，司职中场，現時被意甲球隊拿玻里外借至德甲球隊禾夫斯堡，代表丹麥國家足球隊參加國際賽事。

## 國家隊生涯
林斯特伦曾代表丹麦国家队参加2022年国际足联世界杯，结果队伍止步小组赛阶段。

## 榮譽
邦比
- 丹麥足球超級聯賽冠軍 : 2020–21[5]

 法蘭克福
- 歐霸盃冠軍 : 2021–22

## 外部連結
Soccerway資料庫：耶斯佩尔·林斯特伦 